# Solange Corbin
Solange Corbin   (Vorly, 5 d'abril de 1903 - Bourges, 17 de setembre de 1973) Solange Corbin de Mangoux fou una musicòloga francesa especialitzada en la música medieval.

## Biografia

### Etapa de formació
Procedent d'una família de Berry, va passar la seva joventut a Vorly (Cher) en el domini familiar de Mangoux, on ajudava son pare malalt en l'explotació agrícola alhora que practicava el piano. La seva mare tocava el piano, la seva germana Genevièvie practicava el cant i el seu germà Abel, el violí.
Després de cursar els estudis secundaris a Bourges, obtingué el batxillerat a París el 1918 o el 1919, mentre continuava els estudis musicals. Fou alumna de piano de Blanche Selva i de Marthe Dron a la Schola Cantorum, i cursà harmonia amb André Laporte i orgue amb André Fleury.  
Entre el 1929 i el 1932 va ocupar el lloc de mestra de capella suplent a Bourges i posteriorment es traslladà a París, on entre el 1937 i el 1941 assistí a un curs de cant pla de l'Institut gregorià, depenent de la Facultat Catòlica de París, mentre es guanyava la vida com a secretària.
El 1939, amb trenta-sis anys, Solange Corbin descobrí el món de la recerca i entrà a l'École Pratique des Hautes Études (EPHE), on aprengué història amb el medievalista Louis Halphen (1939-1941) i paleografia amb Charles Samaran (1946-1947). El 1944 obtingué el diploma de l'École en la secció de ciències històriques i filològiques amb el treball Essai sur la musique religieuse portugaise au Moyen-Age (1100-1385), dirigit per L. Halphen i P. David Coimbra, que pogué fer gràcies a beques que li permeteren viatjar a Portugal.
El 1939 també entrà a la Universitat, a la Sorbona, on fou alumna de Paul-Marie Masson, qui, en opinió de Jean Gribenski, ocuparà un important lloc en la vida de la musicòloga i li mostrà altres músiques més recents que les medievals i renaixentistes. El 1946 es graduà en arts en aquesta universitat i, després d'això, tornà a Portugal a completar el seu treball, que fou publicat el 1952.
El 1940 entrà al Centre National de la Recherche Scientifique (CNRS), fet important perquè gràcies a les beques d'aquesta associació pogué fer les estades a Portugal que li permeteren investigar la música medieval del país. A més, començà a impartir conferències. Paral·lelament, el 1940 també va entrar a formar part de la Société Française de Musicologie (SFM), amb la qual mantindrà contacte a través del reputat musicòleg Amédée Gastoué, vicepresident de la SFM, durant la seva estada a Portugal. A més, la Revue de musicologie li començà a publicar articles.
D'altra banda, en l'època de Vichy (1940-44) participà activament en la Resistència, no només a França sinó també amb activitats clandestines a Espanya, Portugal i Alger, activitat que no fou revelada fins a la seva mort.

### Carrera professional
El 1947 es traslladà a Basilea (Suïssa) on estudià amb Jacques Handschin. Segons J. Gribenski, és en aquesta època que començarà a pensar en el tema de la seva tesi doctoral d'Estat, que la durà a investigar a Roma el 1948-49 sota el mestratge de Dom Mohlberg i Higini Anglès. Iniciada sota la direcció de Masson, mort el 1954, la continuarà dirigint el successor de Masson a la Sorbona, Jacques Chailley (1910-1999), fins a la seva avaluació final el 24 de juny del 1957. En realitat, es tractà de dues tesis sobre dos temes diferents: La notation musicale neumatique. Les quatre provinces lyonnaises: Lyon, Rouen, Tours et Sens, tesi principal, i La déposition litúrgique du Christ au Vendredi Sant. Sa place dans l'histoire des rites et du théâtre religieux (analyse de documents portugais), tesi complementària, publicada a París i Lisboa el 1960.
El 1950 Solange Corbin va ser nomenada professora de paleografia musical de l'EPHE. El 1955 va entrar a formar part del consell d'administració de la SFM. El 1958 esdevingué encarregada de recerca del CNRS. El 1959 va ser nomenada directora d'estudis a l'EPHE i. a partir del 1961, també fou professora de Musicologia de la Universitat de Poitiers fins a la seva jubilació el 1970. De fet, segons C. Spieth-Weissenbacher, Solange Corbin creà el Departament de Musicologia de la Universitat de Poitiers, on entre el 1967 i el 1973 va dirigir vuit tesis de musicologia, sense comptar la desena de sostingudes a l'EPHE entre 1960 i 1970. A més, sobretot a través de l'adquisició de microfilms i la subscripció a periòdics musicals, va constituir el fons musical antic de l'actual biblioteca universitària Michel Foucault, que utilitzaren els seus alumnes per a les pràctiques de musicologia.
En els darrers anys de la seva vida, S. Corbin va tenir una activitat acadèmica molt ocupada. Va impartir conferències als Estats Units (1969 i 1973), a Anglaterra (1970) i a Polònia (1971), realitzà un col·loqui a Itàlia (1972), participà en l'organització de les Jornades d'Estudis de Musicologia de la Universitat de Poitiers del 1972, juntament amb el Centre d'Études Superiérures de Civilisation Médiévale (CESCM). I, a més, impartí classes a la Faculté Libre International Interdisciplinaire de París.
L'abril del 1973, als Estats Units fou víctima d'una congestió cerebral. Després de ser operada pogué tornar a França, on passà els darrers mesos de la seva vida.

## Obra

### La musicologia de Solange Corbin
Segons Jean Gribenski, la idea de musicologia de Solange Corbin s'identifica amb la musicologia històrica, en què la recerca es basa en un estudi profund de les fonts i necessita una comprensió permanent del context:
| «                                                                                      | Nous voulons comprendre. C’est le coeur de la question. Et pour comprendre il faut souvent chercher tres loin dans le contexte històrique ou littéraire ou religieux, chacun dans la sphère, pour le but qui vous seront propres. Dès que s'éloigne du XIX siècle, et dès qu’on s'éloigne de l'Europe occidentale, il semble que le musicologue ait affaire à des dialectes étrangers; les juger, les utiliser sans comprendre leur sens profund, leur technique, c’est juger sans appel une langue qu’on ignore | » |
| — Solange Corbin, Discurs d'entrada a la Universitat de Poitiers, 26 d'octubre de 1961 | |   |

| « | Volem comprendre. Això és el cor de la qüestió. I per comprendre sovint s'ha de cercar molt lluny dins el context històric, literari o religiós, cadascun en la seva esfera, per aconseguir els objectius. Des que hom s'allunya del segle xix, i des que ens allunyem de l'Europa occidental, sembla que el musicòleg tracta amb dialectes estrangers; jutjar-los, emprar-los sense comprendre'n el significat profund, la tècnica, és jutjar sense criteri una llengua que hom ignora | » |

Isabelle His parla de “la conception corbinienne de la musicologie”, que, segons ella, és encara avui dia extremament moderna i es caracteritzava, en el context de l'ensenyament, per la insistència en les lectures, la freqüentació de biblioteques i l'obertura intel·lectual en general. Un dels punts més importants del seu ensenyament serà donar a conèixer el cant gregorià com a component essencial de la música medieval.
Musicologia i pràctica musical són per a S. Corbin inseparables, aspecte en què fou pionera. D'aquesta manera, considerava que “Il est entendu qu’un musicologue doit avoir des connaissances de musique mieux que rudimentaires, et le rêve serait qu’il fût aussi bon musicien que bon erudit” ("S'entén que un musicòleg ha de tenir més coneixements de música que els rudimentaris, i el somni seria que fos tan bon músic com bon erudit"). En homenatge pòstum es digué d'ella: “L'attention de Solange Corbin avait été attirée par la distinction qui se faisait au Moyen Âge entre musica spéculative et cantus pratique. Elle ne voulait pas que pareille distinction subsistât dans le domaine de la musicologie, et souhaitait que le chercheur n'abandonnât point la pratique musicale” ("Solange Corbin es va veure atreta per la distinció que es feia en l'Edat Mitjana entre música especulativa i cant pràctic. Ella no volia que aquesta distinció subsistís en la musicologia, i desitjava que l'investigador no abandonés la pràctica musical").
Aquesta vessant pràctica de la musicologia l'enfocava cap a la música antiga, per la qual cosa defensà la creació a Poitiers d'un Collegium Musicae Antiquae per a la celebració de concerts de música antiga amb instruments copiats que representessin la sonoritat antiga, alhora que demanà la implicació del Conservatori per a l'ensenyament de la música antiga. El Collegium Musicae Antiquae fou creat el 1965 i sobrevisqué 13 anys a la mort de Corbin. Hi participà el famós Antoine Geoffroy-Dechaume com a conseller i en diverses ocasions s'hi interpretaren les peces musicals medievals recuperades per la musicòloga, que, per no ser una excepció en el seu encoratjament als alumnes de practicar instruments antics, començà a estudiar arpa medieval, instrument que l'acompanyà diverses vegades en els concerts de cançons trobadoresques.
Finalment, les paraules de Solange Corbin en un discurs el 1962 a la facultat de lletres ens permeten veure l'ampla visió que tenia de la musicologia, més enllà de l'anàlisi musical o de la història de la música, cosa que segons Isabelle His prefigura les tendències de la New Musicology i fa de Solange Corbin una figura pionera:
| «                                                                                         | Quelle que soit leur formation scientifique, nos collègues cherchent à éclairer l'origine, le rôle, l'évolution de la musique, ses rapports avec le langage et le comportament humain. On voit que nos ambitions sont immenses, d'autant plus qu’elles ne sont pas limitées à notre civilisation occidentale où la présence de l'écrit permet la recherche jusque dans un passé relativament lointain. Le musicologue moderne semble plus tenté par la musique des sociétés tres éloignées de la nôtre, soit dans le temps, soit dans l'espace. À ce niveau, la musicologie prend ses modèles dans les techniques des autres sciences de l'homme et en particulier dans l'ethnologie [...]. Enfin, nous devons indiquer la nature des documents que nous utilisons. Ce sont naturellement ceux de toutes les disciplines historiques: les notations écrites, l'iconographie, les textes littéraires où nous trouvons descriptions et commentaires. Comme dans toutes les autres disciplines, les témoins se raréfient à mesure qu’on remonte le cours du temps et l'on s'estime heureux, à la période préhistorique, de compter sur les découvertes récentes de fresques et sur les fragments d'instruments que nous livrent les sépultures. Les ethnomusicologues, qui s'adressent à des civilisations de tradition orale, profitent maintenant de la ressource du magnétophone qui leur permet d'enregistrer presque à l'infini | » |
| — Solange Corbin, Conferència a la facultat de lletres de Poiters, 17 de novembre de 1962 | |   |

| « | Sigui la que sigui la seva formació científica, els nostres companys cerquen aclarir l'origen, el rol, l'evolució de la música, les seves relacions amb el llenguatge i el comportament humà. Hom veu que les nostres ambicions són immenses, tant que no es limiten a la nostra civilització occidental on la presència de l'escrit permet la recerca fins a un passat relativament llunyà. El musicòleg modern sembla més temptat per la música de societats molt llunyanes a la nostra, sigui en el temps, sigui en l'espai. En aquest nivell, la musicologia pren com a models les tècniques de les altres ciències de l'home i en particular de l'etnologia [...]. En fi, hem d'indicar la naturalesa dels documents que utilitzem, que són, naturalment, els mateixos que en totes les disciplines històriques: les notacions escrites, la iconografia, els textos literaris on trobem descripcions i comentaris. Com en totes les altres disciplines, els testimonis són més rars a mesura que remuntem el curs del temps, i ens alegrem, pel que fa al període prehistòric, de comptar amb els descobriments recents de frescos i els fragments d'instruments que ens ofereixen les sepultures. Els etnomusicòlegs, que s'adrecen a les civilitzacions de tradició oral, ara es beneficien del recurs del magnetòfon, que els permet enregistrar fins a l'infinit. | » |

### Temes i característiques de la seva investigació
Solange Corbin fou especialista en els repertoris de cant de la Cristiandat llatina. Reubicà el cant i la música dins el context litúrgic i cultural de la civilització tardo-antiga i medieval, i el seu apropament antropològic configurà una història de la música medieval diferent a la que practicaven les institucions religioses depositàries del patrimoni litúrgic llatí. Segons Patier, Le Vot i Gallais, va ser a Bourges on, en contacte amb la música sacra, alhora que ajudava en el domini familiar amb una vida pròxima a la natura, ordenada pel ritme de les estacions i les hores, aconseguí penetrar la mentalitat de l'home medieval.
Els seus treballs sobre els repertoris litúrgics medievals, amb la col·laboració del CESCM, han tingut una influència considerable sobre l'ensenyament i la recerca en musicologia medieval, tant a França com a l'estranger. Per entendre les característiques de l'obra d'aquesta investigadora cal fixar-nos en els seus treballs més importants:
L'Essai sur la musique religieuse portugaise au Moyen Âge (1952) superà el seu propòsit original de simple recopilació documental i s'enfocà cap a la recerca històrica i l'estudi dels textos. Així, no només explica els usos i costums de l'Església portuguesa, sinó que explica el ritu hispànic i la seva doble influència: romana -a través de Catalunya i Espanya- i francesa -a través de l'expansió de l'Orde de Cluny-. L'anàlisi d'aquestes fonts, totes elles manuscrits portuguesos anteriors al segle xvi, li permetrà abordar l'estudi de les notacions hispànica i aquitana i explicar la filiació de la notació portuguesa a l'aquitana.
A la seva tesi sobre les notacions neumàtiques dels manuscrits francesos, Corbin precisa les formes de l'Ofici, defineix els diferents llibres (antifonari, breviari, seqüenciari, tropari...), indica alguns criteris d'examen dels neumes (eix de l'escriptura, forma dels signes, presentació isolada o en grup) i insisteix sobre la utilitat dels quadres comparatius. Després d'analitzar cada document, aborda la qüestió de l'origen de la notació neumàtica i discuteix les opinions d'E. Jammers i Dom Suñyol defensant el primer ús dels neumes en un poema profà. A més, tracta l'evolució de la notació neumàtica lionesa a la notació quadrada. Segons Patier, Le Vot i Gallais, la tesi de Corbin és important no només pel fet de ser el primer treball profund sobre la notació neumàtica, sinó també per situar-se a l'origen de les investigacions conjuntes sobre les notacions italianes i la seva influència en l'escriptura francesa a través de Guillem de Volpiano i Guido d'Arezzo.
A L'Église à la conquête de sa musique (1960), obra que conegué una gran difusió, Corbin, que havia començat a treballar a l'EPHE, mostra una clara voluntat didàctica en explicar l'evolució del cant litúrgic de l'Església dels Màrtirs fins a l'adveniment de l'escriptura neumàtica i els canvis que aquesta provocà en les formes musicals. Per fer-ho, exposa els problemes i situa la importància del cant litúrgic a l'hora de fer sensible la noció de sagrat com a element fonamental en l'eficàcia pastoral.
D'altra banda, segons Patier, Le Vot i Gallais, l'estudi dels manuscrits també conduí la musicòloga a mostrar el lloc que tenia la tradició oral en l'Edat Mitjana. També s'interessà per la monodia profana, el naixement del lirisme a Itàlia i la dansa, entre d'altres temes que tractà, com la música francesa dels segles xvii i XVIII.

## Llista d'obres
Llista d'obres
- Essai sur la musique religieuse portugaise au Moyen-Âge (1100–1385) (diss., Ecole Pratique des Hautes Etudes, Paris, 1944; Paris, 1952)
- ‘Fêtes portugaises: commémoration de la victoire chrétienne de 1340 (Rio Salado)’, Bulletin hispanique, lxix (1947), 205–18
- ‘L'office portugais de la “Sepultura Christi”’, RdM, xxvi (1947), 63–71
- ‘Les offices de la Sainte Face’, Bulletin des études portugaises, xi (1947), 1–65
- ‘L'office de la Conception de la Vierge (à propos d'un manuscrit du XVe siècle du monastère dominicain d'Aveiro, Portugal)’, Bulletin des études portugaises, xiii (1949), 103–66
- ‘Les textes musicaux de l' “Auto da Alma” (identification d'une pièce citée par Gil Vicente)’, Mélanges d'histoire du moyen âge dédiés à la mémoire de Louis Halphen (Paris, 1951), 137–43
- ‘Le “Cantus sibyllae”: origine et premiers textes', RdM, xxxi (1952), 1–10
- ‘Les notations neumatiques en France à l'époque carolingienne’, Revue d'histoire de l'église de France, xxxviii (1952), 225–32
- ‘Le Manuscrit 201 d'Orléans, drames liturgiques dits de Fleury’, Romania, lxxiv (1953), 1–43
- ‘Le fonds manuscrit de Cadouin', Bulletin de la Société historique et archéologique du Périgord, lxxxi (1954), 1–34
- ‘Valeur et sens de la notation alphabétique à Jumièges et en Normandie’, Jumièges … XIIIe centenaire: Rouen 1954, 913–2
- ‘Comment on chantait les classiques latins au Moyen Age’, Mélanges d'histoire et d'esthétique musicales offerts à Paul-Marie Masson, i (Paris, 1955), 107–13
- La déposition liturgique du Christ au Vendredi Saint: sa place dans l'histoire des rites et du théâtre religieux (analyse de documents portugais) (diss., U. of Paris, 1957; Paris, 1960)
- La notation musicale neumatique dans les quatre provinces lyonnaises: Lyon, Rouen, Tours et Sens (diss., U. of Paris, 1957)
- ‘Le plain-chant’, Précis de musicologie, ed. J. Chailley (Paris, 1958), 95–114
- ‘A la conquête de l'avenir: le christianisme devant les civilisations traditionnelles', ‘Musique chrétienne des premiers siècles: les plaints-chants et la chant grégorien', ‘Les Neumes', Histoire de la musique, ed. Roland-Manuel, l (Paris, 1960), 621–9, 647–88, 689–98
- L'Église à la conquête de sa musique (Paris, 1960)
- ‘La cantillation des rituels chrétiens', RdM, xlvii (1961), 3–36
- ‘Note sur l'ornementation dans le plain-chant grégorien', IMSCR VIII: New York 1961, i, 428–39; ii, 166–71
- ‘“Musica” spéculative et “Cantus” pratique: le rôle de saint Augustin dans la transmission des sciences musicales', Cahiers de civilisation médiévale, v (1962), 1–12
- ‘Der “Einheitsrhythmus” im religiösen Gesang des Nahen Ostens', IMSCR IX: Salzburg 1964, ii, 131–7 ed.: Répertoire de manuscrits médiévaux contenant des notations musicales (Paris, 1965–6)
- ‘Miracula beatae Mariae semper Virginis', Cahiers de civilisation médiévale, x (1967), 403–33
- ‘La musique au siècle de saint Louis', Le siècle de saint Louis, ed. R. Pernoud (Paris, 1970), 281–91
- ‘La musique des troubadours', Nouvelle anthologie de la lyrique occitane du moyen âge, ed. P. Bec (Avignon, 1970), 72–7
- ‘Grundlagen und ersten Entwicklung der christlichen Kunstmusik’, Geschichte der katholischen Kirchenmusik, ed. K.G. Fellerer (Kassel, 1972), 16–21
- ‘Quelques réflexions sur le lyrisme et la spiritualité dans la musique médiévale’, Musica e arte figurativa nei secoli X–XII: Todi 1972, 265–92
- ‘L'apparition du lyrisme dans la monodie médiévale: le chant grégorien', Studi musicali, ii (1973), 73–87
- ‘Le jeu liturgique d' Hérode: manuscrit Paris, Bibliothèque Mazarine, 1712 (1316)’, Mittellateinisches Jb, viii (1973), 43–52
- ‘The Early Christian Period', Music from the Middle Ages to the Renaissance, ed. F.W. Sternfeld (London, 1973), 59–83
- ‘The Neumes of the Martianus Capella Manuscripts', Essays on Opera and English Music in Honour of Sir Jack Westrup, ed. F.W. Sternfeld, N. Fortune and E. Olleson (Oxford, 1975), 1–7
- Die Neumen (Cologne, 1977)